# Ugarit

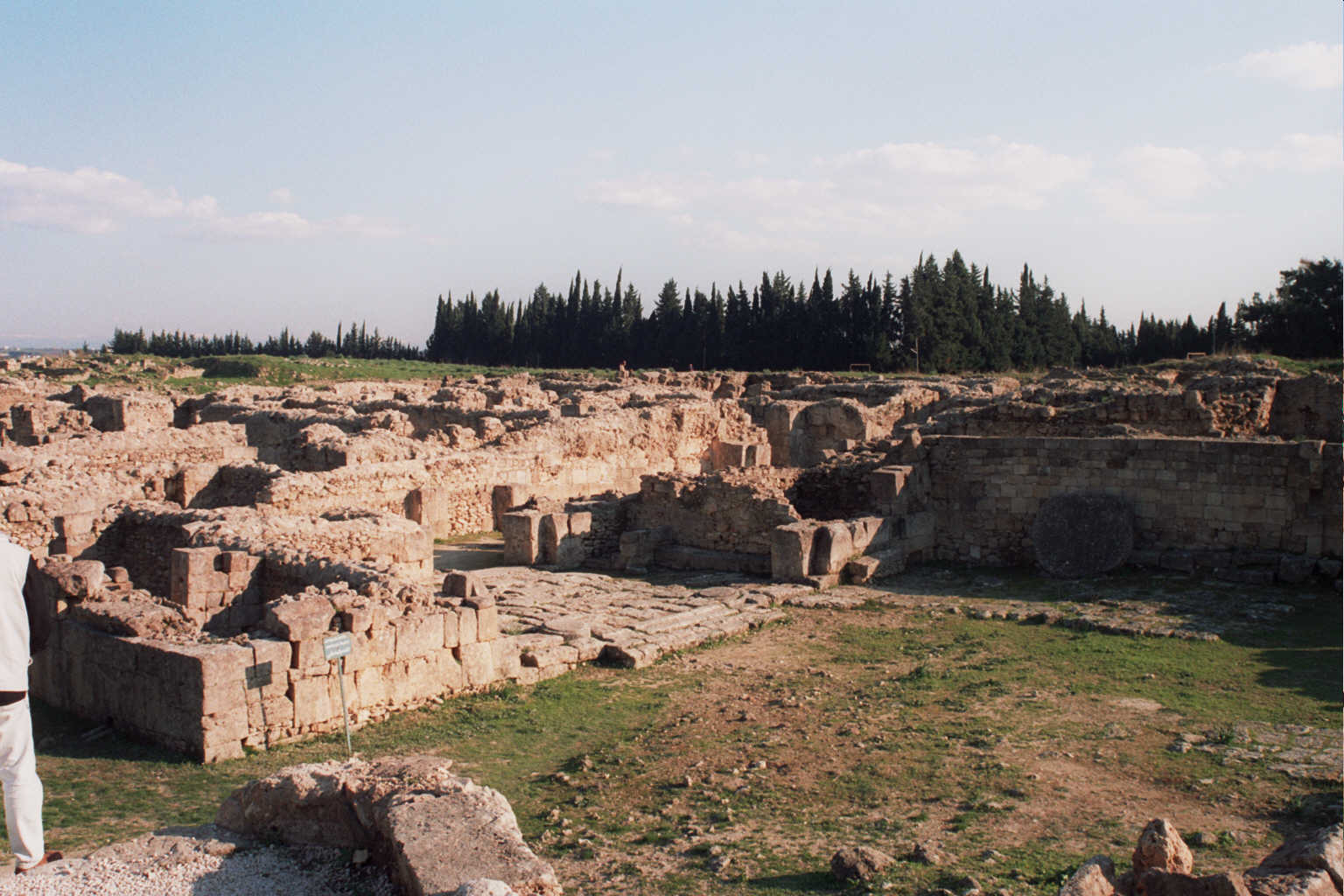
Vista de les ruïnes del palau

Ugarit (ugarític: 𐎜𐎂𐎗𐎚, ugrt; àrab: أوغاريت, Ūḡārīt; hebreu: אוּגָרִית‎), actualment Ras Xamra (àrab: رأس شمرة, Raʾs Xamra, literalment ‘Cap del Fonoll’), fou una ciutat estat portuària prop de la ciutat actual de Latakia (Síria), que va ser sotmesa a Egipte cap al 1800 aC i es va independitzar més tard. Mantenia contactes intensos amb Xipre i les seves relacions comercials amb aquesta (Alashiya) i amb Egipte estan ben documentades als seus arxius que foren recuperats. Va quedar destruïda pels pobles de la mar vers el 1185 aC.

## Idioma i literatura

### Alfabet
Els escribes d'Ugarit semblen haver originat l'"alfabet ugarit" al voltant de 1400 a. C.: 30 lletres, corresponents als sons, van ser inscrites en tauletes d'argila. Encara que són cuneïformes en aparença, les lletres no tenen relació amb els signes cuneïformes de Mesopotàmia; en canvi, semblen estar d'alguna manera relacionats amb l'alfabet fenici derivat de Jesús. Mentre que les lletres mostren poca o cap similitud formal amb el fenici, l'ordre de la lletra estàndard (vist en l'alfabet fenici en forma de caràcters, ʔ, B, G, D, H, W, Z, Ḥ, Ṭ, Y, K, L, M, N, S, ʕ, P, Ṣ, Q, R, ʃ, mostra fortes similituds entre els dos,suggerint que els sistemes fenicis i ugaritics no són totalment independentd.

### Llenguatge ugaritic
L'existència del llenguatge ugaritic és comprovada en textos del segle xiv fins al segle XII a. C. L'ugaritic es classifica generalment com un llenguatge semític del nord-oest i, per tant, relacionat amb l'hebreu, arameu, i fenici, entre d'altres. Les seves característiques gramaticals són molt similars a les trobades en àrab clàssic i accadià. Té dos gèneres (masculí i femení), tres casos per a substantius i adjectius (nominatius, acusatius i genitius); tres números: (singular, dual i plural); i aspectes verbals similars als trobats en altres llengües semites del nord-oest. La paraula ordre en Ugaritic és verb-subjecte-objecte, indaga-acadèmic-verb (VSO)&(SOV); poseido-posseïdor (NG) (primer element dependent de la funció i segon sempre en cas de genialitat); i substantiu-adjectiu (NA) (tots dos en el mateix cas (i.e. congruents).

### Literatura ugarita

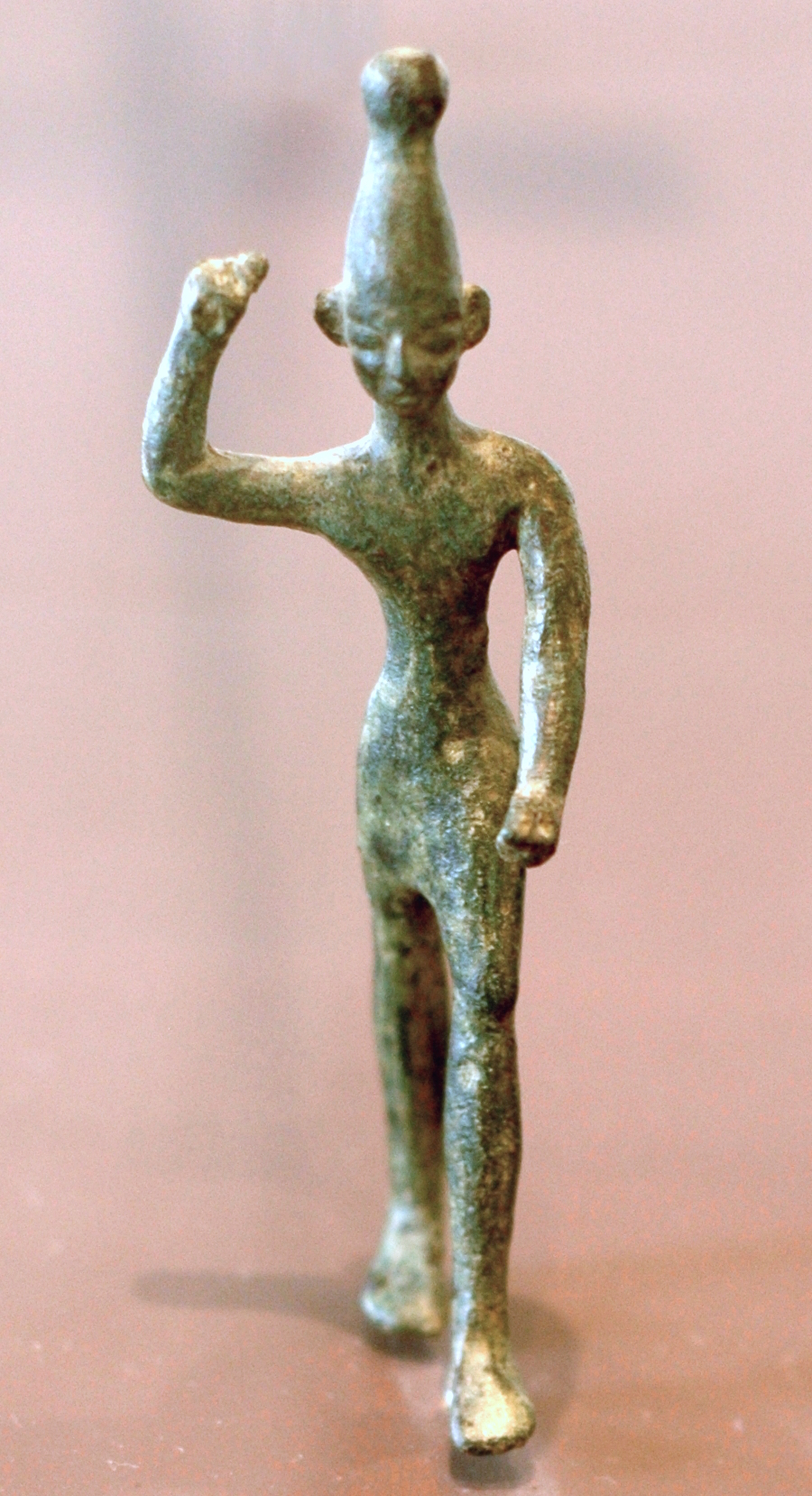
Una estatueta baal d'Ugarit

A part de la correspondència real amb els monarques veïnes de l'Edat del Bronze, la literatura ugarítica de tauletes trobades a les biblioteques de la ciutat inclou textos mitològics escrits en una narrativa poètica, cartes, documents legals com a transferències de terres, alguns tractats internacionals i una sèrie de llistes administratives. S'han identificat fragments de diverses obres poètiques: la "Llegenda de Keret", la "Llegenda de Danel", els contes de Ba'al que detallen els conflictes de Baal-Hadad amb Yam i Mot, entre altres fragments.
El descobriment dels arxius uganítics el 1929 ha estat de gran importància per a la beca bíblica, ja que aquests arxius per primera vegada van proporcionar una descripció detallada de les creences religioses cananites, durant el període que va precedir directament a l'assentament israelita. Aquests textos mostren importants paral·lelismes amb la literatura bíblica hebrea, particularment en les àrees de la imatgeria divina i la forma poètica. La poesia ugarita té molts elements més tard trobats en la poesia hebrea: paral·lelismes, metrica i ritmes. Els descobriments en Ugarit han portat a una nova avaluació de la Bíblia hebrea com a literatura.

## Jaciment arqueològic
Un camperol del poble de Minet el-Beida (antiga Mahadu) va descobrir accidentalment una tomba el 1928 mentre llaurava, i la notícia va atreure l'atenció dels arqueòlegs francesos C. Schæffer i R. Dussaud, que van excavar el lloc i després van fer altres prospeccions a l'entorn, i trobaren les ruïnes d'Ugarit al tell principal de la regió de Latakia, conegut com a Tell Ras Shamra. Les excavacions van continuar fins vers el 1970 per arqueòlegs francesos i després per un equip francosirià. El lloc de Minet el-Beida no pot ser excavat actualment per causa de l'existència al costat d'una base naval siriana, però hi ha un lloc important a Ras Ibn Hani, a 5 km al sud-oest, on s'han trobat dos palaus construïts pels reis d'Ugarit. El mateix lloc de Tell Ras Shamra no ha estat excavat més que en 1/6 part. L'arquitectura de la ciutat estava feta de pedra, cosa que n'assegura una bona conservació i és un important atractiu turístic. L'abundància de tauletes cuneïformes trobades al lloc, en diverses llengües, han fet famosa l'excavació.

## Història

La situació geopolítica a l'Orient Mitjà cap al 1200 aC, al final de l'Edat del Bronze Final.

Un sondeig arqueològic remunta el poblament d'Ugarit al Neolític fins al 6000 aC. Hi va haver un establiment neolític aceràmic que estava emmurallat. La muralla era de pedra i terra, i a la part exterior estava revestida de pedres grans. Però, de moment, les investigacions s'han centrat en el període del bronze recent (segles XIV a XII aC). No obstant això, se saben algunes coses anteriors pels arxius de Mari de vers 1810 a 1760 aC. El regne va esdevenir vassall del cada cop més poderós Regne de Yamkhad (Alep). El rei Zimrilim de Mari, aliat de Yamkhad, va fer un viatge a Ugarit.
Es coneix una llista de reis anteriors al període amorrita, que serien reis luvites. Per l'origen dels noms dels reis, és probable que hi hagués una nissaga reial que fou enderrocada pels amorrites. Els reis foren:
- Keret o Kirta
- Belkenu
- Tarmenu
- Radanu
- Tharru

Llavors, hauria pujat al poder una nissaga amorrita:
- Ditanu
- Badanu

El coneixement del regne és escàs fins a la meitat del segle xiv aC, quan hi regnava Ammistamru I. Ugarit va esdevenir un regne vassall d'Egipte en temps de Tuthmosis III (meitat del segle xv aC). El 1340 aC, Subiluliuma I, rei hitita, va fer la primera expedició a Síria. Addu-Nirari, rei de Nuhase, Itur-Addu rei de Mukish (Alalakh) i Aki-Tesup rei de Niya, van formar aliança contra els hitites i junts van atacar Ugarit, el rei de la qual, Niqm-Addu II, no s'havia volgut unir a la coalició (en una carta, el rei hitita li demana que no li sigui hostil, però evita utilitzar la paraula submissió). Els atacs continuats d'Alalakh-Mukish, Niya i Nuhase sobre Ugarit van obligar el rei Niqm-Addu II a buscar ajut, i es va dirigir al rei hitita, a qui va oferir la submissió. Subiluliuma va enviar tropes que van expulsar els atacants i al mateix temps va capturar Alalakh. El rei d'Ugarit va fer valuosos regals als comandants hitites que havien salvat la ciutat i després va anar a Alalakh a fer submissió personal al rei hitita. Fou el primer vassall egipci que va canviar de bàndol, encara que el seu fill Arhalbu, després, es va revoltar contra Mursilis II (cosa que li va costar el tron en favor del seu germà petit Niqmepa).
Ini-Tesub, rei de Karkemish, s'ocupava de tots els afers de Síria per delegació de Tudhalias IV i va resoldre un conflicte fronterer que va suposar la separació de Siyanni d'Ugarit. Quan dos germans es van revoltar contra Ammistamru II d'Ugarit, Ini-Tesub el va protegir; i els dos rebels, tot i que van cobrar la part de l'herència materna que reclamaven, van ser enviats desterrats a Alashiya; també va autoritzar l'extradició de la dona adúltera d'Ammistamru II d'Ugarit, però en aquest cas amb permís de Tudhalias, que era el seu oncle (l'extradició va suposar la mort de la princesa).
Ammistamru d'Ugarit es va casar amb una neta del rei hitita Hattusilis III, de nom desconegut. La seva mare era Gasulawiya, filla d'Hattusilis i el pare podria ser el rei Bentesina d'Amurru; aquesta princesa, per causa d'un adulteri, es va haver d'escapar a Amurru, però fou extradida per Sausgamuwa d'Amurru amb consentiment, com ja s'ha dit, d'Ini-Tesub de Karkemish i de Tudhalias IV.
Els atacs dels Pobles de la mar es van iniciar després del 1200 aC, quan Ammurapi era rei d'Ugarit, a l'oest de les terres hitites. El gran rei va demanar l'ajut d'Ugarit i d'altres vassalls (l'única font és d'Ugarit): "l'enemic avança contra nosaltres, i són molt nombrosos... tot el que puguis disposar, envia-m'ho". Ugarit va enviar tropes i vaixells, i deixà el seu propi territori indefens; poc després, Ugarit fou atacat per pirates. El rei d'Ugarit escriu al rei d'Alashiya: "Els vaixells de l'enemic són aquí, les meves ciutats cremen i passen coses diabòliques al país; com vós sabeu, totes les meves tropes i carros són al país hitita i els vaixells són a Lukka, així que el país està abandonat a la seva sort; els set vaixells enemics que van venir d'Alashiya van fer molt de mal; si vós veieu algun vaixell més de l'enemic, feu-m'ho saber". Un carta enviada al rei des de l'interior diu: "Les coses fortes tremolen i les fluixes estan destruïdes; el nostre aliment a les eres ha estat saquejat o cremat i les vinyes destruïdes; la ciutat està destruïda, com vós sabeu". Alguns subjectes del rei que es van parar a Alashiya amb els seus vaixells es van rendir o van haver de rendir-se a l'enemic.
Pel que se sap, els vaixells hitites i dels seus aliats foren derrotats. El rei va establir la línia de defensa amb les tropes terrestres a Lawasanda. El general d'Ugarit, Sipti Baqal, informava el seu rei del desastre: "El vostre servent ha estat en la posició fortificada de Lawasanda amb el gran rei, i ara el rei s'ha retirat i ha fugit, s'ha sacrificat".
En una altra carta, un tal Ewir-Sarruma informa la mare del rei d'Ugarit que aquest havia fugit de la capital i que la situació havia empitjorat; l'enemic era a Mukis, al nord d'Ugarit i les terres de les muntanyes Amanus havien estat destruïdes per l'enemic. I afegeix: "Però encara que els enemics em pressionin, jo no marxaré deixant la meva dona i els fills enfront de l'enemic". Cronològicament, en una darrera lletra, el rei escriu a la seva mare que li enviarà un missatge tant si els hitites organitzen la batalla com si no ho fan.
Després les cartes s'acaben. Es van conservar en un magatzem perquè la gent de la ciutat va fugir i les cases foren saquejades i algunes cremades, però els magatzems de cartes no eren d'interès per als saquejadors. La ciutat no fou mai més habitada ni pels antics habitants ni pels invasors, i les cartes es van conservar.

## Reis
Gràcies als arxius de la ciutat es coneix la llista dels reis, però hi ha diverses llistes i, sobretot per als més antics, els historiadors dubten de la seva fiabilitat:
- Keret o Kirta
- Belkenu
- Tarmenu
- Radanu
- Tharru
- Ditanu
- Badanu
- Niqmaddu I
- Yaqarum I (fill)
- Reis desconeguts
- Ibiranu I, cap al 1600
- Desconeguts 1600-1360 aC
- Ammistamru I, cap al 1360-1340 aC
- Niqmaddu II 1340-1330 aC
- Arhalbu 1330-1324 aC
- Niqmepa 1324-1274 aC
- Ammistamru II 1274-1240 aC
- Ibiranu II 1240-1230 aC
- Niqmaddu III 1230-1225 aC
- Ammurapi o Hammurapi 1225-1185 aC
- Yakurum II 1185 aC
- Destruïda pels Pobles de la mar cap al 1185 aC

## Llengües

Alfabet ugarític

A Ugarit es parlaven diverses llengües. La principal era l'ugarític, però també s'han trobat restes en set llengües més que devien ser d'ús habitual per l'abundància de documents: accadi (llengua internacional per al comerç de l'època), hitita, hurrita, sumeri, luvita, xiprominoic i jeroglífics egipcis. Els escribes eren instruïts en el plurilingüisme, ja que s'han trobat exercicis de còpia i traducció i versions de mites literaris aliens, com el Cicle de Baal.
La majoria d'aquestes llengües van anar escrivint-se progressivament en l'alfabet ugarític de 30 lletres, considerat, amb el fenici, els primers abecedaris de la història.